# Earl Scruggs
Earl Eugene Scruggs (Shelby, 6 de janeiro de 1924 - 28 de março de 2012) foi um guitarrista e banjoísta americano.
Foi um músico conhecido como um dos melhores banjoístas do mundo. Aperfeiçou e difundiu o estilo "3-finger style" conhecido agora como "Scruggs style" para o Banjo 5 Cordas. Este estilo consiste do uso do polegar e dos dedos indicadores e médio em diversas formas de arpejos ("rollings").

## Discografia

### Albums
| Ano  | Álbum                                                                         | Posições nas paradas | Posições nas paradas | Posições nas paradas | Posições nas paradas |  |
| Ano  | Álbum                                                                         | US Country           | US                   | US Heat              | US Bluegrass         |  |
| ---- | ----------------------------------------------------------------------------- | -------------------- | -------------------- | -------------------- | -------------------- |  |
| 1967 | Strictly Instrumental (com Lester Flatt e Doc Watson)                         |                      |                      |                      |                      |  |
| 1967 | 5 String Banjo Instruction Album                                              |                      |                      |                      |                      |  |
| 1968 | The Story of Bonnie and Clyde (with Lester Flatt and the Foggy Mountain Boys) |                      |                      |                      |                      |  |
| 1969 | Changin' Times                                                                |                      |                      |                      |                      |  |
| 1970 | Nashville Airplane                                                            |                      |                      |                      |                      |  |
| 1972 | I Saw the Light with Some Help from My Friends                                |                      |                      |                      |                      |  |
| 1972 | Earl Scruggs: His Family and Friends                                          |                      |                      |                      |                      |  |
| 1972 | Live at Kansas State                                                          | 20                   |                      |                      |                      |  |
| 1973 | Rockin' 'Cross the Country                                                    | 46                   |                      |                      |                      |  |
| 1973 | Dueling Banjos                                                                |                      |                      |                      |                      |  |
| 1973 | The Earl Scruggs Revue                                                        |                      | 169                  |                      |                      |  |
| 1975 | Anniversary Special                                                           |                      | 104                  |                      |                      |  |
| 1976 | The Earl Scruggs Revue 2                                                      |                      | 161                  |                      |                      |  |
| 1976 | Family Portrait                                                               | 49                   |                      |                      |                      |  |
| 1977 | Live from Austin City Limits                                                  | 49                   |                      |                      |                      |  |
| 1977 | Strike Anywhere                                                               |                      |                      |                      |                      |  |
| 1978 | Bold & New                                                                    | 50                   |                      |                      |                      |  |
| 1979 | Today & Forever                                                               |                      |                      |                      |                      |  |
| 1982 | Storyteller and the Banjo Man (com Tom T. Hall)                               |                      |                      |                      |                      |  |
| 1982 | Flatt & Scruggs                                                               |                      |                      |                      |                      |  |
| 1983 | Top of the World                                                              |                      |                      |                      |                      |  |
| 1984 | Superjammin'                                                                  |                      |                      |                      |                      |  |
| 1998 | Artist's Choice: The Best Tracks (1970-1980)                                  |                      |                      |                      |                      |  |
| 2001 | Earl Scruggs and Friends                                                      | 39                   |                      | 33                   | 14                   |  |
| 2002 | Classic Bluegrass Live: 1959-1966                                             |                      |                      |                      |                      |  |
| 2003 | Three Pickers (com Doc Watson and Ricky Skaggs)                               | 24                   | 179                  |                      | 2                    |  |
| 2004 | The Essential Earl Scruggs                                                    |                      |                      |                      |                      |  |
| 2005 | Live with Donnie Allen and Friends                                            |                      |                      |                      |                      |  |
| 2007 | "Lifetimes: Lewis, Scruggs, and Long"                                         |                      |                      |                      |                      |  |

### Singles
| Ano  | Single                                                           | Posição nas paradas | Posição nas paradas | Álbum                                |
| Ano  | Single                                                           | US Country          | CAN Country         | Álbum                                |
| ---- | ---------------------------------------------------------------- | ------------------- | ------------------- | ------------------------------------ |
| 1970 | "Nashville Skyline Rag"                                          | 74                  | —                   | Earl Scruggs: His Family and Friends |
| 1979 | "I Sure Could Use the Feeling"                                   | 30                  | 41                  | Single only                          |
| 1979 | "Play Me No Sad Songs"                                           | 82                  | 66                  | Today & Forever                      |
| 1980 | "Blue Moon of Kentucky"                                          | 46                  | —                   | Today & Forever                      |
| 1982 | "There Ain't No Country Music on This Jukebox" (com Tom T. Hall) | 77                  | —                   | Storyteller and the Banjo Man        |
| 1982 | "Song of the South" (com Tom T. Hall)                            | 72                  | —                   | Storyteller and the Banjo Man        |